# Warrens
Pour l’article homonyme, voir Eduard Warrens.
Warrens est un village américain situé dans le comté de Monroe dans l’État du Wisconsin.

## Traduction
- (en) Cet article est partiellement ou en totalité issu de l’article de Wikipédia en anglais intitulé « Warrens, Wisconsin » (voir la liste des auteurs).